# Boštjan Koražija
Boštjan Koražija, slovenski politik in knjižničar; * 18. december 1974, Ptuj.
Je politični aktivist in kot član stranke Levica nekdanji poslanec v Državnem zboru Republike Slovenije. V Državni zbor je bil izvoljen v Volilnem okraju Ptuj. Na državnozborskih volitvah 2022 ni bil izvoljen.
Zaposlen je kot knjižničar v študijskem oddelku Knjižnice Ivana Potrča Ptuj, kjer je deloval pred izvolitvijo v Državi zbor.